# Digger Okonkwo
Digger Okonkwo (Nigeria, 30 agosto 1977) è un ex calciatore nigeriano naturalizzato maltese, di ruolo difensore.

## Carriera

### Club
Ha giocato nella massima serie del campionato maltese con varie squadre.

### Nazionale
Di origini nigeriane, con la Nazionale maltese ha giocato 7 partite dal 1999 al 2001.